# Изложба „Нови чланови” (1997)
Изложба „Нови чланови” се одржала у периоду од 13. до 26. фебруара 1997. године у Галерији Удружења ликовних уметника Србије.

## Уметнички савет
Пријем нових чланова и избор радова за изложбу је обавио Уметнички савет Удружења ликовних уметника Србије у следећем саставу:
- Божидар Џмерковић
- Миша Поповић
- Невена Хаџи Јованчић
- Анђелка Бојовић
- Бранка Марић
- Зоран Каралејић
- Зоран Марјаковић
- Милутин Копања
- Радомир Станчић

## Излагачи

### Сликари
1. Татјана Васић
2. Милица Вергот
3. Ивана Видић
4. Снежана Вујовић
5. Бане Гавриловић
6. Милутин Гајић
7. Дејан Девић
8. Горан Делић
9. Маја Ђокић
10. Јован Ђурђевић
11. Бранко Ђукић
12. Теофана Зарић
13. Борко Зечевић
14. Гордана Иветић
15. Миодраг Јанковић
16. Саша Колић
17. Александар Курузовић
18. Магдалена Марјановић
19. Варвара Межински
20. Јелена Минић
21. Живорад Милановић
22. Тамара Миодраговић
23. Драган Момчиловић
24. Даниела Морариу
25. Доминика Морариу
26. Бранислав Николић
27. Александра Павићевић
28. Наташа Петровић
29. Косара Плећаш
30. Александар Прибићевић
31. Татјана Продановић
32. Вера Радовановић
33. Срђан Радојковић
34. Милан Радосављевић
35. Радиша Ракић
36. Вахида Рамујкић
37. Бојана Синђелић
38. Селимир Селаковић
39. Драгана Скорић
40. Светлана Глид Спасић
41. Катарина Станковић
42. Маргарета Станојловић
43. Драгана Стефановић
44. Оливера Стојановић
45. Анђелина Туцаковић
46. Ратко Чупић

### Вајари
1. Марина Живић
2. Бобан Јовановић
3. Ирена Јовановић
4. Зоран Кузмановић
5. Драган Митровић
6. Чедомир Ранђеловић
7. Александра Ристановић
8. Миодраг Роган
9. Јован Станчић
10. Миомир Цветковић

### Графичари
1. Будимир Димитријевић
2. Горица Милетић
3. Биљана Миљковић
4. Весна Павловић

### Проширени медији
1. Мирослава Орловић
2. Драган Срдић
3. Андреј Тишма